# Berénts Keresztély
Berénts Keresztély (Ócsa, 1742. december 22. – Nagykároly, 1793. augusztus 13.) piarista pap, tanár.

## Élete
A humaniórákat a kegyesrendiek pesti gimnáziumában 1761-ben végezvén, a rendbe lépett és a bölcseletet és teológiát tanította Nagykárolyban tizennégy évig, azután Kassán egyházi szónok lett, innen áthelyezték Kolozsvárra, de egyéb helyeken is megfordult, mire ismét visszakerült Nagykárolyba plébánosnak és iskolaigazgatónak. Ott halt meg 1793-ban.

## Munkái
- Halotti beszéd. Betski László emlékezetére. Nagy-Várad. 1780
- Inscriptio molis funereae a Chrisostomo Hannulik. Nagy-Károly, 1781
- Felséges királyné asszonynak Mária Theresia halálának fájdalmas emlékezetére készült beszéd. Uo. 1781
- Urnapi prédikáczió. Kassa, 1789
- Örömnap, melyet II. Leopold törvényes megkoronáztatása emlékezetére szentelt. Nagy-Károly, 1790
- Gróf Károlyi Antal halotti tiszteletének alkalmatosságával tartott beszéd. Uo. 1791

Révai a hozzá írt versét közli Elegyes Versei 247–249. l.